# Кряжимское муниципальное образование
Кряжимское муниципальное образование — сельское поселение в Вольском районе Саратовской области Российской Федерации.
Административный центр — село Кряжим.

## История
Статус и границы сельского поселения установлены Законом Саратовской области от 27 декабря 2004 года № 86-ЗСО «О муниципальных образованиях, входящих в состав Вольского муниципального района».

## Население
| 2010 | 2011 | 2012 | 2013 | 2014 | 2015 | 2016 |
| ---- | ---- | ---- | ---- | ---- | ---- | ---- |
| 940  | ↘937 | ↘906 | ↘892 | ↘854 | ↘831 | ↘811 |
| 2017 | 2018 | 2019 | 2020 | 2021 |      |      |
| ↘793 | ↘777 | ↘731 | ↘715 | ↘693 |      |      |

## Состав сельского поселения
| № | Населённый пункт | Тип населённого пункта       | Население |
| - | ---------------- | ---------------------------- | --------- |
| 1 | Горячка          | село                         | ↘125      |
| 2 | Дмитриевка       | село                         | 2         |
| 3 | Ивановка         | село                         | ↘98       |
| 4 | Кряжим           | село, административный центр | ↘409      |
| 5 | Николаевка       | село                         | ↘207      |
| 6 | Никольское       | село                         | ↘71       |
| 7 | Улыбовка         | село                         | 28        |